# Eisteufel farkasfalka
Az Eisteufel farkasfalka a Kriegsmarine tengeralattjárókból álló második világháborús támadóegysége volt, amely összehangoltan tevékenykedett 1942. június 21. és 1942. július 12. között az Atlanti-óceán északi részén, a sarki vizeken. Az Eisteufel (Jeges ördög) farkasfalka tíz búvárhajóból állt. A falka a PQ–17-es konvojból 13 hajót süllyesztett el. A hajók összesített vízkiszorítása 83 019 brt volt. A tengeralattjárók nem szenvedtek veszteséget.

## A farkasfalka tengeralattjárói
| A hajó száma | Parancsnoka          | Részvétel kezdete | Részvétel vége   |
| ------------ | -------------------- | ----------------- | ---------------- |
| U–88         | Heino Bohmann        | 1942. június 21.  | 1942. július 11. |
| U–251        | Heinrich Timm        | 1942. június 21.  | 1942. július 12. |
| U–255        | Reinhart Reche       | 1942. július 1.   | 1942. július 12. |
| U–334        | Hilmar Siemon        | 1942. június 21.  | 1942. július 5.  |
| U–335        | Günter La Baume      | 1942. június 21.  | 1942. július 9.  |
| U–376        | Friedrich-Karl Marks | 1942. július 1.   | 1942. július 4.  |
| U–376        | Friedrich-Karl Marks | 1942. július 6.   | 1942. július 12. |
| U–408        | Reinhard von Hymmen  | 1942. június 21.  | 1942. július 10. |
| U–456        | Max-Martin Teichert  | 1942. június 27.  | 1942. július 5.  |
| U–457        | Karl Brandenburg     | 1942. június 30.  | 1942. július 12. |
| U–657        | Heinrich Göllnitz    | 1942. június 21.  | 1942. július 8.  |

### Elsüllyesztett hajók
| Dátum            | A búvárhajó száma | A hajó neve         | Nemzetisége        | Vízkiszorítása | Konvoj |
| ---------------- | ----------------- | ------------------- | ------------------ | -------------- | ------ |
| 1942. július 4.  | U–457             | Christopher Newport | Egyesült Államok   | 7191           | PQ–17  |
| 1942. július 4.  | U–334             | William Hooper      | Egyesült Államok   | 7177           | PQ–17  |
| 1942. július 5.  | U–88              | Carlton             | Egyesült Államok   | 5127           | PQ–17  |
| 1942. július 5.  | U–88              | Daniel Morgan       | Egyesült Államok   | 7177           | PQ–17  |
| 1942. július 5.  | U–334             | Earlston            | Egyesült Királyság | 7195           | PQ–17  |
| 1942. július 5.  | U–456             | Honomu              | Egyesült Államok   | 6977           | PQ–17  |
| 1942. július 6.  | U–255             | John Witherspoon    | Egyesült Államok   | 7197           | PQ–17  |
| 1942. július 7.  | U–255             | Alcoa Ranger        | Egyesült Államok   | 5116           | PQ–17  |
| 1942. július 7.  | U–457             | Aldersdale          | Egyesült Államok   | 8402           | PQ–17  |
| 1942. július 7.  | U–355             | Hartlebury          | Egyesült Királyság | 5082           | PQ–17  |
| 1942. július 8.  | U–255             | Olopana             | Egyesült Államok   | 6069           | PQ–17  |
| 1942. július 10. | U–251             | El Capitan          | Panama             | 5255           | PQ–17  |
| 1942. július 10. | U–376             | Hoosier             | Panama             | 5060           | PQ–17  |